# اولنا تایرل
اولنا تایرل (انگلیسی: Olenna Tyrell) یک شخصیت خیالی در مجموعه داستان‌های خیالی-حماسی ترانه یخ و آتش اثر نویسندهٔ آمریکایی جرج آر. آر. مارتین و اقتباس تلویزیونی آن بازی تاج‌وتخت است.
وی نخستین بار در رمان بازی تاج‌وتخت (۱۹۹۶) و سپس در کتاب طوفان شمشیرها ظاهر می‌شود.
نقش او را در مجموعهٔ تلویزیونی بازی تاج‌وتخت بازیگر بریتانیایی دایانا ریگ ایفا می‌کند.

پس از مرگ رنلی براتیون، اولنا همراه با پسر و نوه هایش به گینگز لندینگ رهسپار شد تا اتحاد خود با سلطنت جافری را اعلام کرده و پیشنهاد ازدواج مارجری با جافری براتیون را مطرح کنند. پس از اعلام نامزدی آن دو و مشغول شدن پسرش در شورای کوچک برای حفاظت از آنها در مقر پادشاهی ماندگار شد و در پی راهی برای کسب قدرت و حفاظت از نوه اش در برابر خوی خشن و خطرناک جافری بود. پس از مرگ جافری و پس از اینکه از ازدواج نوه اش با پسر کوچک و آرام سرسی آسوده خاطر شد به قلمرو خود بازگشت و در حادثه انفجار سپت توسط سرسی در آنجا حضور نداشت. پس از مرگ وراث خاندان تایرل و ضعیف شدن آنها جیمی  لینستر به قلمرو آنها حمله کرد و تمام خزانه آنها را به  تصرف دراورد و با دادن زهر به اولنا تایرل مرگ بدون دردی به او هدیه کرد. اولنا پس از نوشیدن زهر اعتراف کرد که نقشه قتل جافری در روز عروسیش توسط او چیده و عملی شده است.  

## ویژگی شخصیتی
اولنا تایرل که با عنوان ملکهٔ خارها نیز شناخته می‌شود، یک رِدواین پیشین و مادر لُرد مِیس تایرل است. او پیرزنی پُرچین‌وچروک و مکار توصیف شده که هوش و بذله‌گویی شریرانه و زبانی تند دارد و معروف است که عقایدش را صریح و آزادانه بر زبان می‌آورد.
شخصیت اولنا و کارهایی که انجام می‌دهد، بیشتر از نگاهِ دیگران و از جمله سانسا استارک و سرسی لنیستر مشاهده یا توصیف می‌شود و در رمان اصلی، یک شخصیتِ فرعی و پشت‌صحنه است.